# Концентрациони логор Маутхаузен-Гусен
Концентрациони камп Маутхаузен (од лета 1940. познат као Концентрациони логор Маутхаузен-Гусен) је израстао у највећу групу нацистичких концентрационих логора изграђених око села Маутхаузен и Гусен у Горњој Аустрији, око 20 km источно од Линца.
У току Првог светског рата у Маутхаузену је постојао логор Аустро-Угарске за интернирце у који су затварани сви „сумњиви“ - у ствари лица за које није постојала никаква основана сумња али су субјективном оценом полицијских или војних власти проглашени за потенцијалне „бунџије, устанике, сараднике непријатеља“. Највећи број ових интернираца како је званично гласио њихов правни статус били су Срби и Русини.
У почетку једини логор у Маутхаузену се проширио и временом постао највећи комплекс радних логора у делу Европе који је окупирала Немачка. Осим четири главна подлогора у Маутхаузену и оближњем Гусену, више од 50 подкампова лоцираних широм Аустрије и јужне Немачке је користило логораше као робовску радну снагу. Неколико подлогора подређених комплексу Маутхаузен је укључивало каменоломе, фабрике муниције, руднике, фабрике оружја и фабрике за склапање борбених авиона Ме 262.

## Жртве
Јануара 1945. у логорима, којима је управљано из централе у Маутхаузену, било је око 85.000 логораша. Број настрадалих није познат али већина извора наводи бројке између 122.766 и 320.000 за цео комплекс. Ови логори су формирали један од првих масивних комплекса концентрационих логора у Нацистичкој Немачкој, а били су последњи које су ослободили западни савезници и Совјетски Савез. Два главна логора, Маутхаузен и Гусен I, су такође били два једина логора у целој Европи који су имали ознаку логора III разреда, што је значило да су били намењени да буду најсуровији логори за непоправљиве политичке непријатеље Рајха. За разлику од многих других концентрационих логора, намењених за све категорије затвореника, Маутхаузен је углавном коришћен да се присилним радом уништи интелигенција (образовани људи из виших друштвених класа) из земаља које је Немачка освојила током Другог светског рата. У овом логору је за вријеме Другог свјетског рата убијено 7.000 Срба.

## Гробље
На овом мјесту се за вријеме Првог светског рата налазио аустроугарски заробљенички логор у коме је умрло 8.256 Срба. Свих 8.256 Срба сахрањено је на гробљу које се налази у саставу логора. Овде је подигнута спомен-капела 2018. године, освештана 2023. године.